# Rewazi Zindiridis
Rewazi Zindiridis (grec. Ρεβάζι Ζιντιρίδης, ur. 1 października 1985) – gruziński, a od 2003 roku grecki judoka. Olimpijczyk z Aten 2004, gdzie zajął siódme miejsce w wadze ekstralekkiej.
Zajął piąte miejsce na mistrzostwach świata w 2005; uczestnik zawodów w 2003. Startował w Pucharze Świata w latach 2004-2008. Srebrny medalista mistrzostw Europy w 2004, igrzysk wojskowych w 2007, a także MŚ wojskowych w 2006 roku.
Jego brat Tariel, również był judoką i olimpijczykiem z Pekinu 2008.

## Letnie Igrzyska Olimpijskie 2004
| Konkurencja | Eliminacje             | Eliminacje           | Eliminacje                     | Repasaże                     | Repasaże              | Klas. końcowa |
| Konkurencja | Przeciwnik I           | Przeciwnik II        | 1/4                            | Przeciwnik I                 | Przeciwnik II         | Miejsce       |
| ----------- | ---------------------- | -------------------- | ------------------------------ | ---------------------------- | --------------------- | ------------- |
| 60 kg       | Sanjar Zokirov (UZB) Z | Craig Fallon (GBR) Z | Masud Hadżi Achundzade (IRI) P | Jean-Claude Cameroun (CMR) Z | Kenji Uematsu (ESP) P | 7.            |

## Mistrzostwa świata w judo

### Osaka 2003
- Przegrał z Jia Yunbingiem z Chin i odpadł z turnieju[7].

### Kair 2005
- Wygrał z Frazerem Willem z Kanady, Amerykaninem Taraje Williamsem-Murrayem, Navjotem Chaną z Indii i w 1/4 z Davidem Larose z Francji. W półfinale przegrał z Austriakiem Ludwigiem Paischerem, a w pojedynku o brązowy medal z Nicatem Şıxəlizadə z Azerbejdżanu[8].